# Càndid Isàuric
Càndid Isàuric (Kándidos Isauros, Κάνδιδος Ἴσαυρος, Candidus Isaurus) fou un historiador romà d'Orient natural de la regió d'Isàuria que va viure en temps de l'emperador Anastasi I (491-518). Va exercir un alt càrrec al seu país natal i va escriure una història de l'Imperi Romà d'Orient en tres llibres, avui perduts, del període entre Lleó I el Traci (des del 457) i Zenó (fins al 491). Se'n conserva un resum en una obra de Foci i un fragment en Suides (s.v. «χειρίζω»).